# Сумский
Су́мский — посёлок в составе Идельского сельского поселения Сегежского района Республики Карелия. Расположен на автодороге Кочкома—Костомукша.

## Население
| 2002 | 2009 | 2010 | 2013 |
| ---- | ---- | ---- | ---- |
| 1    | ↘0   | →0   | →0   |

| Численность населения кооператива "Автомобилист" | Численность населения кооператива "Автомобилист" | Численность населения кооператива "Автомобилист" |
| ------------------------------------------------ | ------------------------------------------------ | ------------------------------------------------ |
| 1983 г.                                          | 1985 г.                                          | 2000 г.                                          |
| 80 чел.                                          | 130 чел.                                         | 170 чел.                                         |